# Северейнсе, Барт
Албертюс Герардюс Бернардюс (Барт) Северейнсе (нидерл. Albertus Gerardus Bernardus "Bart" Severijnse; род. 25 октября 1943, Нидерланды) — нидерландский футболист, игравший на позиции защитника.

## Спортивная карьера
С 1960 по 1962 год выступал за амстердамский «Аякс». Дебютировал в команде 29 апреля 1961 года в матче Кубка Нидерландов против клуба КФК, завершившемся победой амстердамцев со счётом 4:2. На тот момент Барту было всего 17 лет и 189 дней.
В чемпионате Нидерландов Северейнсе дебютировал 11 февраля 1962 года в игре против роттердамской «Спарты». «Аякс» на домашнем стадионе одержал крупную победу со счётом 3:0; все три гола в той игре забил Кес Грот. В победной для амстердамцев игре, молодой Северейнсе отыграл все 90 минут.
После окончания чемпионата Северейнсе перешёл в клуб «Де Волевейккерс», базировавшийся в районе Амстердам-Норд. В составе новой команды Барт дебютировал 21 октября в игре против ПСВ, завершившемся гостевым поражением «Де Волевейккерса» со счётом 4:1. За клуб Северейнсе в сезоне 1962/1963 провёл 15 игр, а его команда по итогам сезона заняла последнее место и отправилась в Первый дивизион.

## Личная жизнь
Отец — Симон Северейнсе, мать — Анна Мария Ларман. Родители были родом из Амстердама, они поженились в феврале 1940 года, но спустя девять лет развелись. В их семье было ещё двое детей: сын Йохан и дочь Мария Маргарета. 